# Tyschkiwka (Hajssyn)

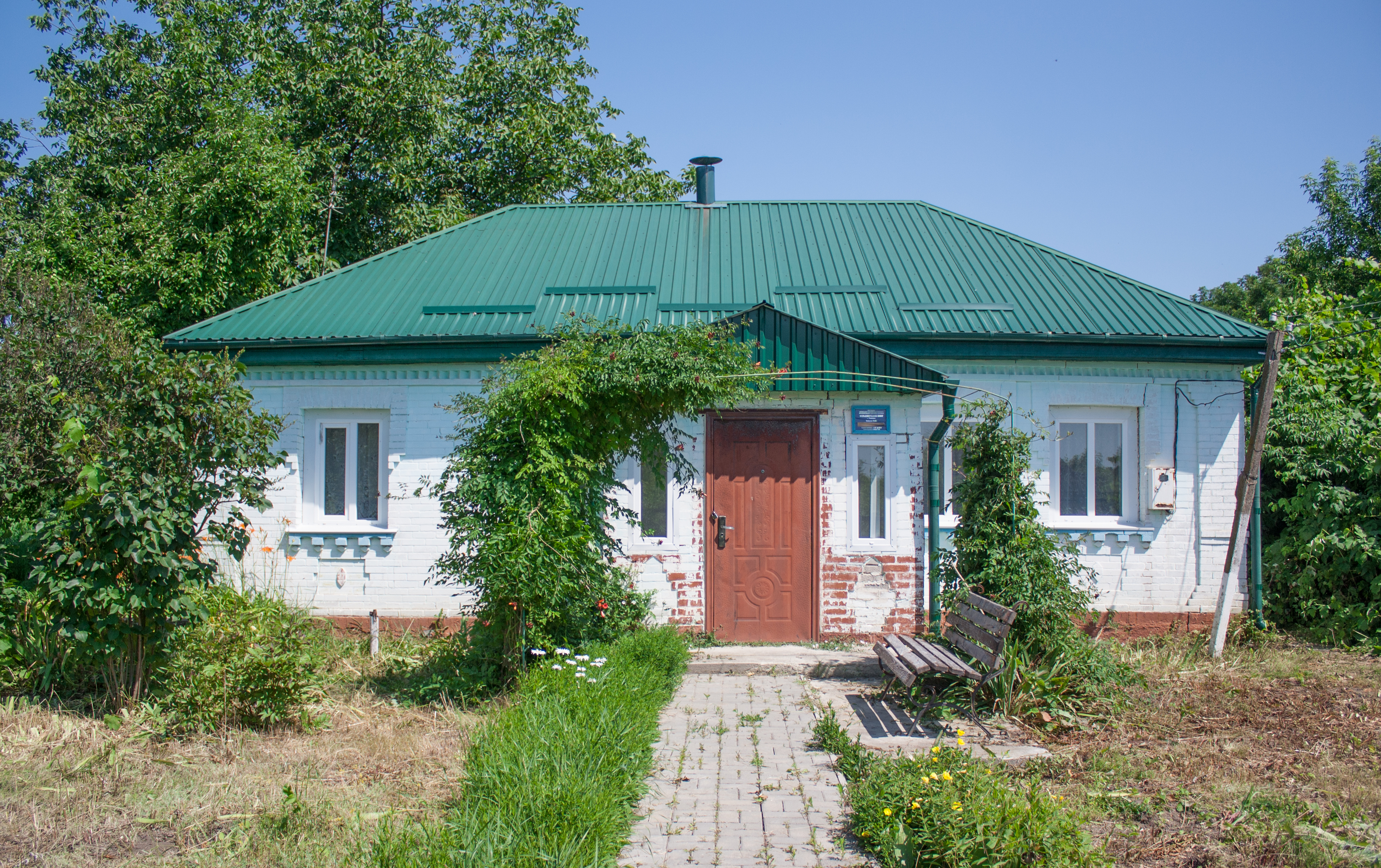
Gebäude im Ort

Tyschkiwka (ukrainisch Тишківка; russisch Тышковка/Tyschkowka) ist ein Dorf im Rajon Hajssyn der Oblast Winnyzja. Es liegt 35 Kilometer von Hajssyn entfernt und erstreckt sich über 1,296 km². Seine Bevölkerungszahl beträgt 226 Einwohner (Stand:16. Dezember 2006).

## Geschichte
Entstanden ist die Siedlung schätzungsweise zwischen 1600 und 1610. 

## Geographie
Die Siedlung liegt im Dneprhochland. Durch das westlich gelegene Hajssyn fließt der Sob als linker Zufluss des Südlichen Bug.
Am 9. September 2016 wurde das Dorf ein Teil der neugegründeten Landsgemeinde Krasnopilka, bis dahin war es Teil der Landratsgemeinde Mytkiw (Митківська сільська рада/Mytkiwska silska rada) im Osten des Rajons Hajssyn.